# Roberto Stuart
Robert Stewart muitas vezes é citado como Robert ou Roberto Stewart, duque de Albany, para ser dintinguido de vários homônimos. Nasceu a cerca de 1340 e morreu em setembro de 1420 no castelo de Stirling, estando sepultado na Abadia de Dunfermline, em Fife,foi o terceiro filho do rei Roberto II da Escócia e Elizabeth Mure, tendo sido legitimado após o casamento de seus pais em 1349. Seu irmão mais velho, John Stewart (1337-1406) tornou-se conde de Carrick em 1368 e viria a ser rei da Escócia em 1390 com o nome de Roberto III da Escócia. 
Membro da casa real, Robert Stewart atuou como Regente ou Governador da Escócia (ao menos parcialmente) em três ocasiões e para três monarcas escoceses: Roberto II (seu pai), Roberto III (seu irmão) e Jaime I (seu sobrinho). Detinha os seguintes títulos: Conde de Menteith (a partir de 28 de fevereiro de 1361, por direito de casamento), Conde de Fife (desde 1361; renunciou em 1372), Conde de Buchan (desde 1394; renunciou em 1406) e Conde de Atholl (desde 1403, e apenas durante o tempo de vida de seu irmão Roberto III). Em 1398, ele recebeu também o título de Duque de Albany, criado em seu favor pelo rei, seu irmão.

## Política
Durante o reinado de seu pai senil e enfermo, o rei Roberto II (que reinou entre 1371-1390), Robert Stewart – futuro Duque de Albany – e seu irmão John, conde de Carrick – futuro rei Roberto III – governaram a Escócia como Regentes, com Albany servindo como Grande Mordomo da Escócia. Durante esse período, Robert Stewart liderou com sucesso várias expedições militares e ataques contra o reino da Inglaterra. 
Em 1389, o filho de Robert, Murdoch Stewart, foi nomeado "Justiciar" da Escócia (isto é, a região ao norte do rio Forth). O "Justiciar" medieval equivalia ao atual Primeiro Ministro num regime monárquico. Assim, pai e filho agora trabalhariam em conjunto para expandir os interesses da família. 
Em 1390, com a morte do rei Roberto II, seu primogênito John assumiu o trono da Escócia, com o nome de Roberto III. Mas ele era, segundo a opinião geral, inadequado para o cargo. Um acidente sofrido na infância (um coice de cavalo na cabeça) deixara-o mentalmente perturbado. Um ano antes de tornar-se rei, outro acidente com cavalo deixou-o inválido. Ao subir ao trono, já contava 53 anos de idade. Não despertava respeito. Enquanto isso, as perturbações com a Inglaterra continuavam. 
Em 1398, Roberto III delegou poderes a seu irmão Robert Stewart, fazendo-o Duque de Albany. O rei também concedeu a seu herdeiro Davi o título de Duque de Rothesay, e este tornou-se "lugar-tenente" do reino, disputando poder com o tio, o Duque de Albany. 
Com o fortalecimento de Davi, parecia que o poder começava a se afastar de Albany e se aproximar de seu sobrinho. Entretanto, os ingleses novamente invadiram a Escócia, e surgiram divergências graves entre Albany e Davi. Este foi preso e veio a falecer em 1402 em circunstâncias misteriosas. Diz-se que o responsável por sua prisão e morte foi o tio, e que Davi teria morrido de fome. 
Embora o Parlamento tenha exonerado o duque de Albany de culpa pela morte do príncipe herdeiro Davi, as suspeitas de seu envolvimento naquele crime persistiam, e cresceu o medo pela segurança do outro jovem príncipe, Jaime. Forças leais a Roberto III se prepararam para levar o príncipe em segurança para a França, mas o navio em que viajavam foi capturado por piratas ingleses a 22 de março de 1406, e o príncipe Jaime entregue ao rei Henrique IV de Inglaterra. Pouco depois de receber a triste notícia, o rei Roberto III faleceu, a 4 de abril de 1406. 
Após a morte do rei, o Duque de Albany foi mais uma vez nomeado Regente da Escócia. Parece que não fez qualquer esforço para libertar o sobrinho aprisionado. Entretanto, prosseguiu com vigor a guerra contra a Inglaterra e sufocou a revolta de Donald MacDonald, 2º senhor das Ilhas, que exigia o condado de Ross e se aliara a Henrique IV. 
Robert Stewart, Duque de Albany, foi Regente da Escócia por 14 anos, governando com astúcia e crueldade. Ele faleceu a 1420 e foi sucedido como Duque de Albany e Regente da Escócia por seu filho, Murdoch Stewart. Porém, Murdoch não desfrutaria do poder por muito tempo. Em 1425, o exilado rei Jaime, que ficara cativo na Inglaterra por 18 anos, finalmente retornou à Escócia e executou Murdoch e a maioria de sua família por traição.

## Casamento e descendência
Robert Stewart, Duque de Albany casou-se a primeira vez em 1361 com Margaret Graham, condessa de Menteith (1334, Doune Castle, Stirlingshire – 1380 Dundonald, Ayrshire, e sepultada em Inchmahone Priory, Perthshire), filha de Sir John Graham e de Mary de Menteith, condessa de Menteith. Robert foi o quarto marido de Margaret. Tiveram oito filhos:  
1. Murdoch Stewart (1362 - 1425, castelo de Stirling, executado com seus filhos, estando sepultado na igreja dos dominicanos ou  Blackfriars, em Stirling), 2o Duque de Albany, Regente da Escócia.
2. Isabel, casada primeira vez com Alexandre Leslie, 7º conde de Ross, e segunda vez em 1405 com Walter Haliburton de Dirleton.
3. Margarida, em 1392 casada com Sir John Swinton.
4. Marjory, casada com Sir Duncan Campbell de Lochow.
5. Elizabeth, casada com Sir Malcolm Fleming de Cumbernauld.
6. Joana, casada com Sir Robert Stewart, 1º senhor de Lorne (filho de Sir John Stewart of Innermeath e de Isabel de Ergadia).
7. Beatriz (?-1424), casada com James Douglas, 7º conde de Douglas.
8. Uma filha (talvez chamada Maria), casada ou com George Abernethy ou com Guilherme Abernethy.

Robert casou-se segunda vez com Murielle (?-1449) filha de Guilherme Keith, tendo quatro filhos: 
1. João (1380 - 1424), Conde de Buchan.
2. André (? - 1413).
3. Roberto (? - 1424).
4. Elizabeth, casada com Malcom Fleming de Biggar.